# Marselino Ferdinan
Marselino Ferdinan (Yakarta, Indonesia, 9 de septiembre de 2004) es un futbolista indonesio. Juega de centrocampista y su equipo es el Oxford United F. C. de la EFL Championship. Es internacional absoluto por la selección de Indonesia desde 2022.

## Trayectoria
Formado en el Persebaya Surabaya, Ferdinan fue promovido al primer equipo en la temporada 2021-21, y debutó en la Liga 1 de Indonesia el 12 de septiembre de 2021 contra el Persikabo 1973.

## Selección nacional
Ferdinan es internacional juvenil por Indonesia. Jugó el Campeonato Sub-16 de la AFF de 2019 y los Juegos del Sudeste Asiático de 2021
Debutó por la selección de Indonesia el 27 de enero de 2022 contra Timor Oriental, por un amistoso. Anotó un gol a Nepal en la clasificación para la Copa Asiática 2023; Ferdinan es el jugador más joven en anotar un gol a nivel internacional con Indonesia.

## Clubes
| Club                | País       | Año           |
| ------------------- | ---------- | ------------- |
| Persebaya Surabaya  | Indonesia  | 2021-2022     |
| KMSK Deinze         | Bélgica    | 2023-2024     |
| Oxford United F. C. | Inglaterra | 2024-presente |